# Allan Zeman

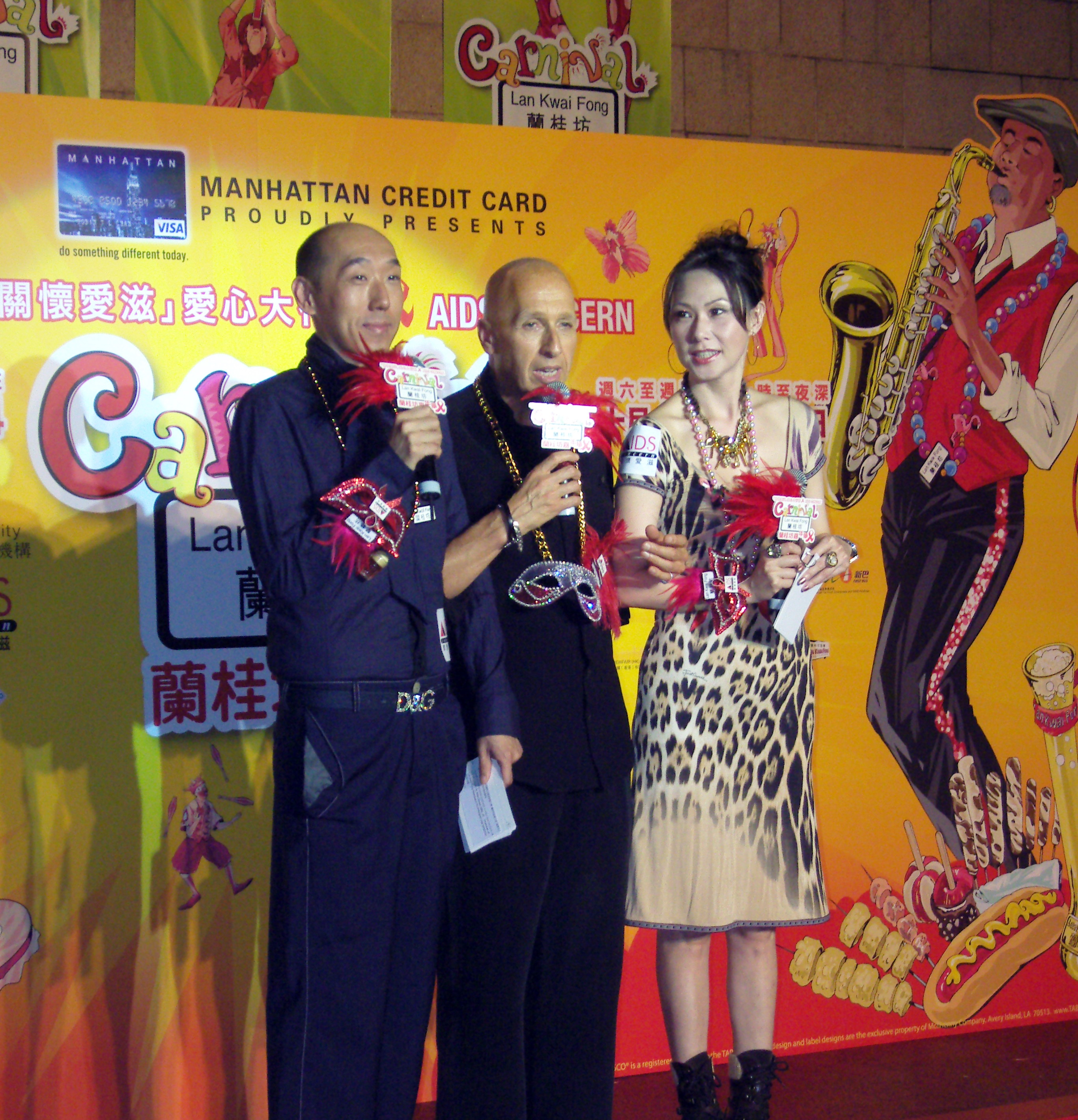
Allan Zeman w środku

Allan Zeman (ur. 1949; po chińsku 盛智文) – przedsiębiorca i multimilioner z Hongkongu. Urodził się w Ratyzbonie w Niemczech. Jego matka była Żydówką z Polski. Wychował się w Montrealu w Kanadzie. Zaczął studia, ale nie ukończył ich, bo uznał, że będzie tracił czas, zamiast zarabiać pieniądze. Zaczął od sprowadzania ubrań z Hongkongu do Kanady w latach siedemdziesiątych. W latach osiemdziesiątych osiadł na stałe w Hongkongu, gdzie otworzył kluby i restauracje. Jest nazywany obecnie "królem Lan Kwai Fong", dzielnicy rozrywkowej w tym mieście. Zasiada w zarządzie Ocean Park Hong Kong, jednego z największych parków rozrywki w Chinach. Mówi po angielsku, francusku i kantońsku. Jest abstynentem i członkiem liberalnej gospodarczo New People's Party.